# Лоренсо, Катарина
Катарина Лоренцо (исп. Catarina Lorenzo; род. 2006/2007 году) — бразильская климатическая активистка из Салвадора.

## Ранний период жизни
Бабушка и дедушка Катарины были активистами в области экологической справедливости. Она выросла, участвуя в забастовках по защите рек и лесов, а также увлекалась сёрфингом.

## Деятельность
23 сентября 2019 года она и 15 других детей, в том числе Грета Тунберг, Александрия Вилласенор, Аяха Мелитафа и Карл Смит, подали жалобу в Комитет ООН по правам ребёнка в знак протеста против бездействия правительства в связи с климатическим кризисом. В частности, в жалобе утверждается, что пять стран, а именно Аргентина, Бразилия, Франция, Германия и Турция, не выполнили свои обязательства по Парижскому соглашению.
Недавно она присоединилась к Greenkingdom, международному молодёжному движению за защиту окружающей среды, где она работает координатором бразильского отделения движения. Теперь она объединилась с 14-летним экологом и активистом по борьбе с изменением климата Самиром Ясином из Индии, который является основателем молодёжного движения.